# Antonio Annibale
Antonio Annibale (Milano, 10 febbraio 1940 – Milano, 20 maggio 2018) è stato un calciatore italiano, di ruolo portiere.

## Carriera
Cresciuto nella giovanili dell'Inter, si affaccia in prima squadra nella stagione 1959-1960 sostituendo in 3 incontri il titolare Enzo Matteucci.

Annibale (accosciato, primo da sinistra) al Cesena nella stagione 1970-1971

Nell'annata successiva scende in campo in una sola occasione, ed è suo malgrado protagonista di un record negativo: diviene infatti (ed è tuttora), a pari merito col fiorentino Bruno Ballante, il portiere che ha subito il maggior numero di reti in un incontro da un singolo avversario: è infatti fra i pali della formazione giovanile dell'Inter che il presidente Angelo Moratti fa scendere in campo per protesta nella ripetizione della sfida con la Juventus del 10 giugno 1961, vinta 9-1 dai bianconeri con 6 reti di Omar Sívori.
A fine stagione viene ceduto al Cesena con cui disputa da titolare due campionati di Serie C, poi sale di categoria per disputare il campionato di Serie B 1963-1964 col Lecco come riserva  di Giuseppe Meraviglia (6 presenze), quindi torna a Cesena per disputare altre tre stagioni in Serie C.
Nell'estate 1967 si trasferisce al Pisa, in Serie B, con cui ottiene alla prima stagione la prima storica promozione dei toscani in massima serie. Disputa da titolare coi nerazzurri (29 presenze su 30 incontri) anche il campionato di Serie A 1968-1969, chiuso al penultimo posto. Il 20 Aprile 1969 in Pisa-Cagliari finita 0-0, para un rigore a Gigi Riva. Nella stagione successiva si alterna fra i pali con Pierluigi Grandini.
Nel 1970 inizia la sua terza esperienza al Cesena, dove resterà per due stagioni in Serie B, la prima da titolare. Passa quindi al Rimini in Serie C, dove chiude la carriera ad alto livello.
Ha totalizzato complessivamente 33 presenze in Serie A e 94 presenze in Serie B.